# 大野鳳洲
大野鳳洲（1864年—1933年7月26日）是日本曹洞宗僧人，即大鳳翔雲，在台灣的28年間，致力於佛教的弘傳，與促進日本內地人和台灣人的融合，功績可謂不小。

## 略歷
元治元年（1864年），鳥取縣東伯郡上中山村出身，14歲出家。明治25年（1892年），任鳥取縣洞禪寺住持，之後歷任兵庫縣有馬郡正觀寺、奈良縣吉野郡寶泉寺、兵庫縣川邊郡大昌寺等寺住持。明治41年（1908年）渡台，初任嘉義布教所主任，後歷任台南寺主任、台中寺住持，昭和5年（1930年），被選為曹洞宗台灣別院院主兼台灣布教管理。昭和8年（1933年）7月26日，於別院遷化示寂。南瀛佛教會在翌年（1934年）3月4日，假東門町曹洞宗別院舉行本葬式。2025年，在護國山台中寺遺構處挖出刻有「大野鳳洲和尚之碑」字樣之紀念碑。
大野鳳洲也是詩書畫三絕的高僧，以漢詩與台灣僧俗詩家相酬唱，以精湛的書法和水墨畫與台灣書畫家相交流，常見的數署名有牛頭翔雲、大鳳翔雲、大鳳叟。